# バナッハ・マズール・ゲーム
位相空間論、集合論 や ゲーム理論において、バナッハ・マズール・ゲーム とは、二人で行うtopological gameの一種で、空間からピンとなる元を得られるかどうかを問題にするものである。バナッハ・マズール・ゲームのコンセプトはベール空間のコンセプトとも関連がある。完全情報な無限陣取りゲームで最初期に研究されたものである。

## 定義と性質
一般的なバナッハ・マズール・ゲームの定義は次のようにする: 位相空間 {\displaystyle Y}, 固定された部分集合 {\displaystyle X\subset Y}, {\displaystyle Y} の部分集合族 {\displaystyle W} が次の性質を満たしているとする。
- {\displaystyle W} の各元は空でない内部を持つ。
- {\displaystyle Y} の空でない開集合は {\displaystyle W} の元を部分集合として含む。

ここで、ゲーム {\displaystyle MB(X,Y,W)} を次のように定める。二人のプレイヤー {\displaystyle P_{1}} と {\displaystyle P_{2}} は交互に {\displaystyle W} の元 {\displaystyle W_{0}}, {\displaystyle W_{1}}, {\displaystyle \cdots } を、{\displaystyle W_{0}\supset W_{1}\supset \cdots } が成り立つように取っていく。{\displaystyle P_{1}} が勝つのは {\displaystyle X\cap (\cap _{n<\omega }W_{n})\neq \emptyset } であるときかつ、そのときのみである。
このとき、以下のことが成り立つ。
- {\displaystyle P_{2}\uparrow MB(X,Y,W)} であるのは {\displaystyle X} が {\displaystyle Y} において 第一類 (集合が第一類とか meager であるとは、それが nowhere-dense な集合の可算和として得られること。)であるとき、かつそのときのみである。
- {\displaystyle Y} が完備距離空間であるとすると、{\displaystyle P_{1}\uparrow MS(X,Y,W)} であるのは、{\displaystyle Y} の空でないある開部分集合の中に {\displaystyle X} がresidual(なんらかのmeager setの補集合であること)であるとき、かつそのときのみである。
- {\displaystyle X} が {\displaystyle Y} でBaire propertyを持つとき、{\displaystyle MB(X,Y,W)} はdeterminedである。
- {\displaystyle P_{2}} のいかなるwinning strategy(必勝戦略)も、stationaryなwinning strategyとして実現できる。

## winning strategy に関する事実
どんな集合 {\displaystyle X} が {\displaystyle P_{2}} を必勝にしうるかという問題はごく自然なものである。もちろん、{\displaystyle X} が空だったら {\displaystyle P_{2}} は明らかに必勝である。なので、{\displaystyle P_{2}} が winning strategy を持つことを保証するために{\displaystyle X} はどれだけ"小さ"ければよいか、補集合がどれだけ"大き"ければよいかといった非公式的な概念を考えているものと捉えることができる。
winning strategiesに関する証明の例を挙げておく。
事実: {\displaystyle X} が可算で、{\displaystyle Y} がT1で、{\displaystyle Y} が孤立点を持たないなら、{\displaystyle P_{2}} がwinning strategyを持つ。
証明: {\displaystyle X} の要素を {\displaystyle x_{1},x_{2},\cdots } と番号付けしておく。{\displaystyle W_{1}} が {\displaystyle P_{1}} に選ばれたとする。{\displaystyle U_{1}} を {\displaystyle W_{1}} の空でない内部とする。このとき、{\displaystyle U_{1}\setminus \{x_{1}\}} は {\displaystyle Y} の空でない開集合である。なので、{\displaystyle P_{2}} は {\displaystyle W} の元 {\displaystyle W_{2}} を、これに部分集合として含まれるように取ることができる。{\displaystyle P_{1}} は{\displaystyle W_{3}} を {\displaystyle W_{2}} の内側に取ることができる。{\displaystyle P_{2}} は先ほどと同様の理由で、{\displaystyle W_{4}\subset W_{3}} で {\displaystyle x_{2}} を持たないようにとれる。この方法により、各点 {\displaystyle x_{n}} はそれぞれ {\displaystyle W_{2n}} には属さない、よって全ての {\displaystyle W_{n}} の共通部分は {\displaystyle X} のどの点も避けてしまう。Q.E.D
事実: {\displaystyle Y} を位相空間とし、{\displaystyle W} を{\displaystyle Y} の部分集合の族で最初に挙げてある、ゲームをするために必要な二つの性質を満たすものとし、{\displaystyle X} は {\displaystyle Y} の部分集合とする。{\displaystyle P_{2}} がwinning strategyを持つのは {\displaystyle X} がmeagreであるとき、かつそのときのみである。
ただし、{\displaystyle X} がmeagreでないからといって、{\displaystyle P_{1}} がwinning strategyを持つと言えるわけではないことに注意。プレイヤーのいずれもwinning strategyを持っていないことだってありうる。: {\displaystyle Y} が {\displaystyle [0,1]} であって、{\displaystyle W} が閉区間 {\displaystyle [a,b]} から成り立っているとする。このとき、target set {\displaystyle X} がBaire Propertyを持つなら、ゲームがdeterminedである。選択公理の下では、{\displaystyle [0,1]} の部分集合でバナッハ・マズール・ゲームをdeterminedにしないものがある。